# Портнов, Николай Васильевич
Никола́й Васи́льевич Портно́в (род. 17 мая 1958, Даугавпилс, Латвия) — русский иконописец из Латвии.

## Биография
Родился 17 мая 1958 года в Даугавпилсе, в семье старообрядцев. С детства проявил способности к рисованию, копирую работы русских пейзажистов XIX века.
В 1976 году окончил Даугавпилсское профессионально-техническое училище по специальности слесарь. В том же году по рекомендации старообрядческого наставника Иосифа Ивановича Никитина был направлен в Вильнюс для обучения иконописи к изографу и реставратору Ивану Михайлову, под руководском которого занимался полгода, после чего призван в Советскую армию. После демобилизации продолжил обучение иконописи у Ивана Михайлова.
В 1996 году Николай Портнов был благословлён и утверждён в звании иконописца Вильнюсским Церковным Собором Древлеправославной поморской церкви.

## Работы автора
- В «Материалах к словарю иконописцев XVII—XX веков» учтены четыре иконы автора[2].
- В 2002 году написал большую икону Николая Чудотворца (1,5х1,1 м). Икона помещена в стенную нишу храма 1-й Даугавпилсской старообрядческой общины[3][4].

В настоящее время иконы Н. В. Портнова находятся во многих храмах и в частных собраниях Латвии, Литвы, Эстонии, Белоруссии и России.

## Выставки
- 2005 — международная выставка «Культура староверов Балтийских стран» (Литовский художественный музей, Вильнюс)[6].
- 2009 — выставка «Иконопись Латвии XX—XXI вв.»[7].
- 2009 — выставка в Рижском музее Зарубежного искусства икон Портнова «Господь Вседержитель», «Пресвятая Богородица Ярославская», «Св.мученица Татиана», Крест Господень (лицевая сторона, оборотную сторону написал Михеев, Григорий Михеевич)[7].